# Lerma (Itàlia)
Lerma és un municipi situat al territori de la província d'Alessandria, a la regió del Piemont (Itàlia).
Limita amb els municipis de Bosio, Casaleggio Boiro, Castelletto d'Orba, Montaldeo, Silvano d'Orba i Tagliolo Monferrato.
Pertanyen al municipi les frazioni de Mascatagliata i Cà D'Abramo.

## Galeria fotogràfica

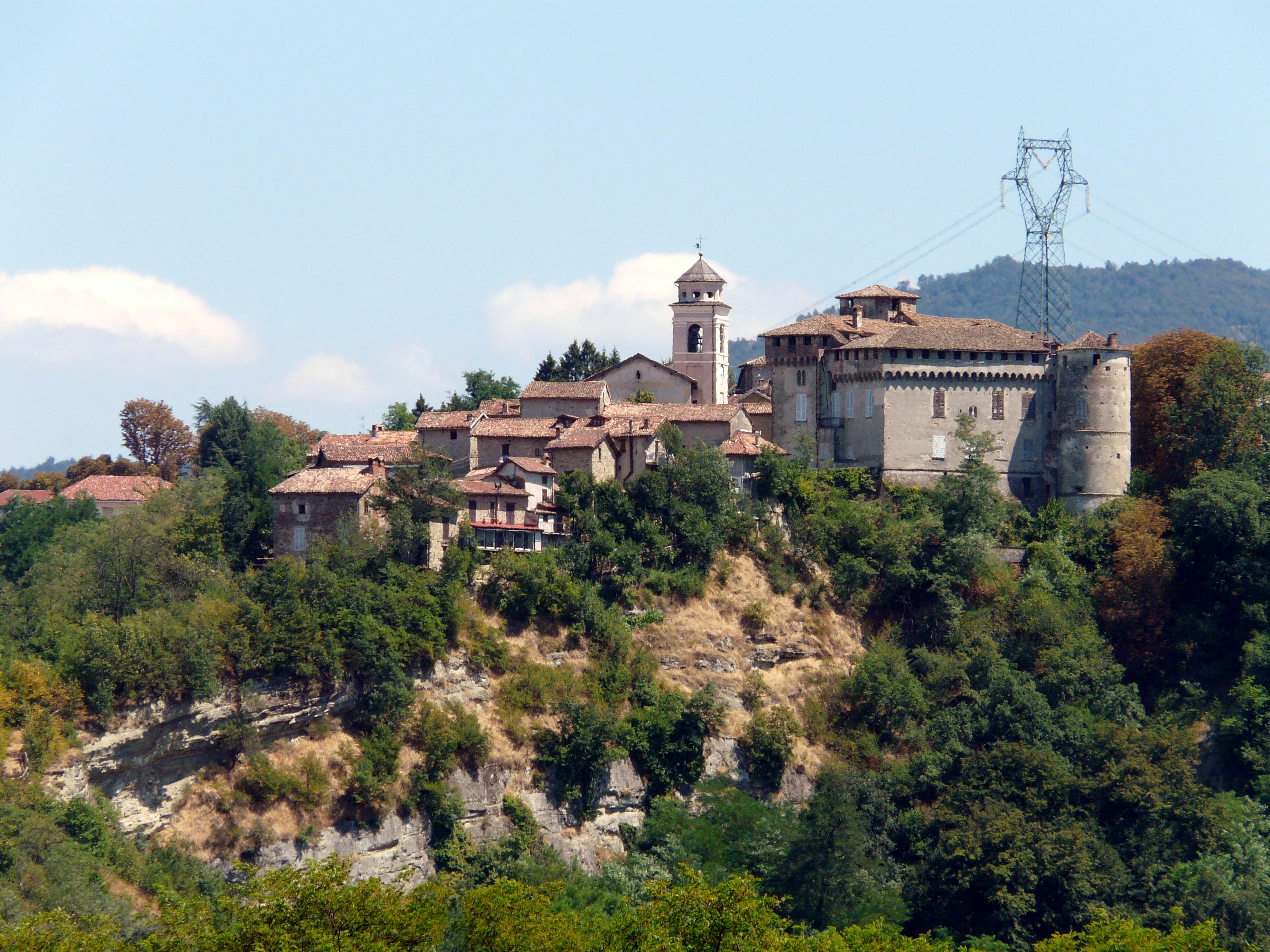
Vista del poble
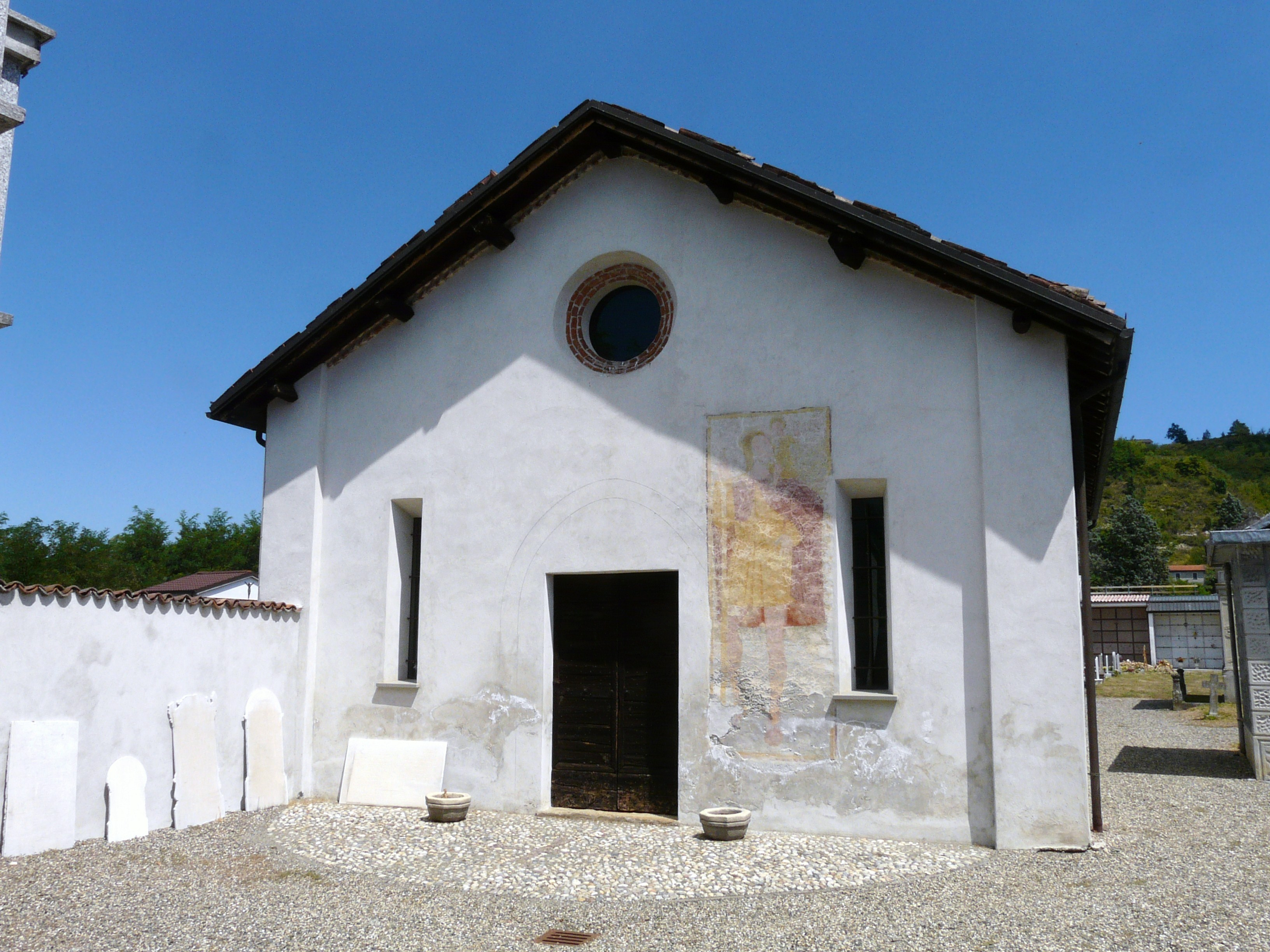
Església de Sant Joan
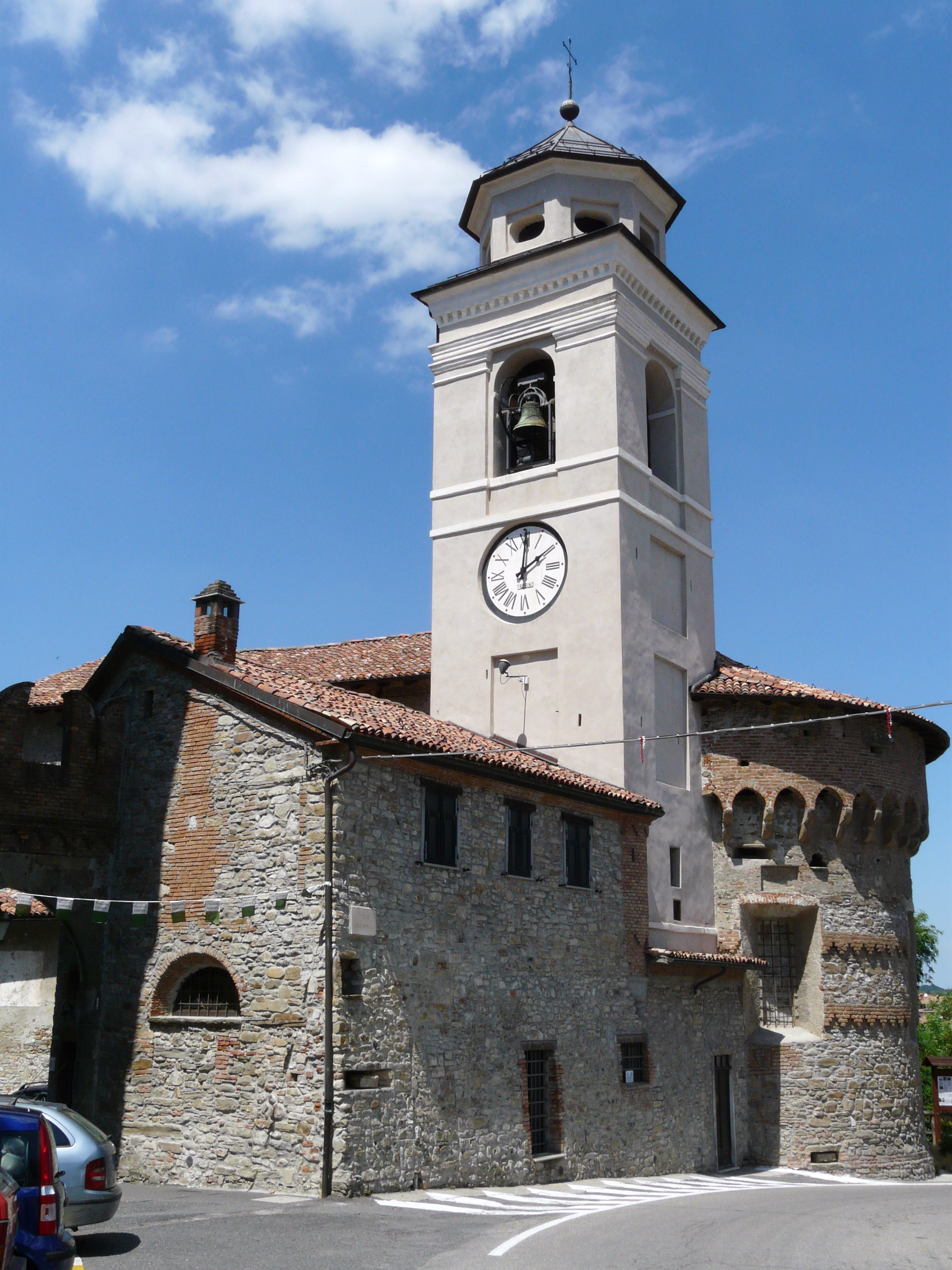
Campanar i església de S. Joan
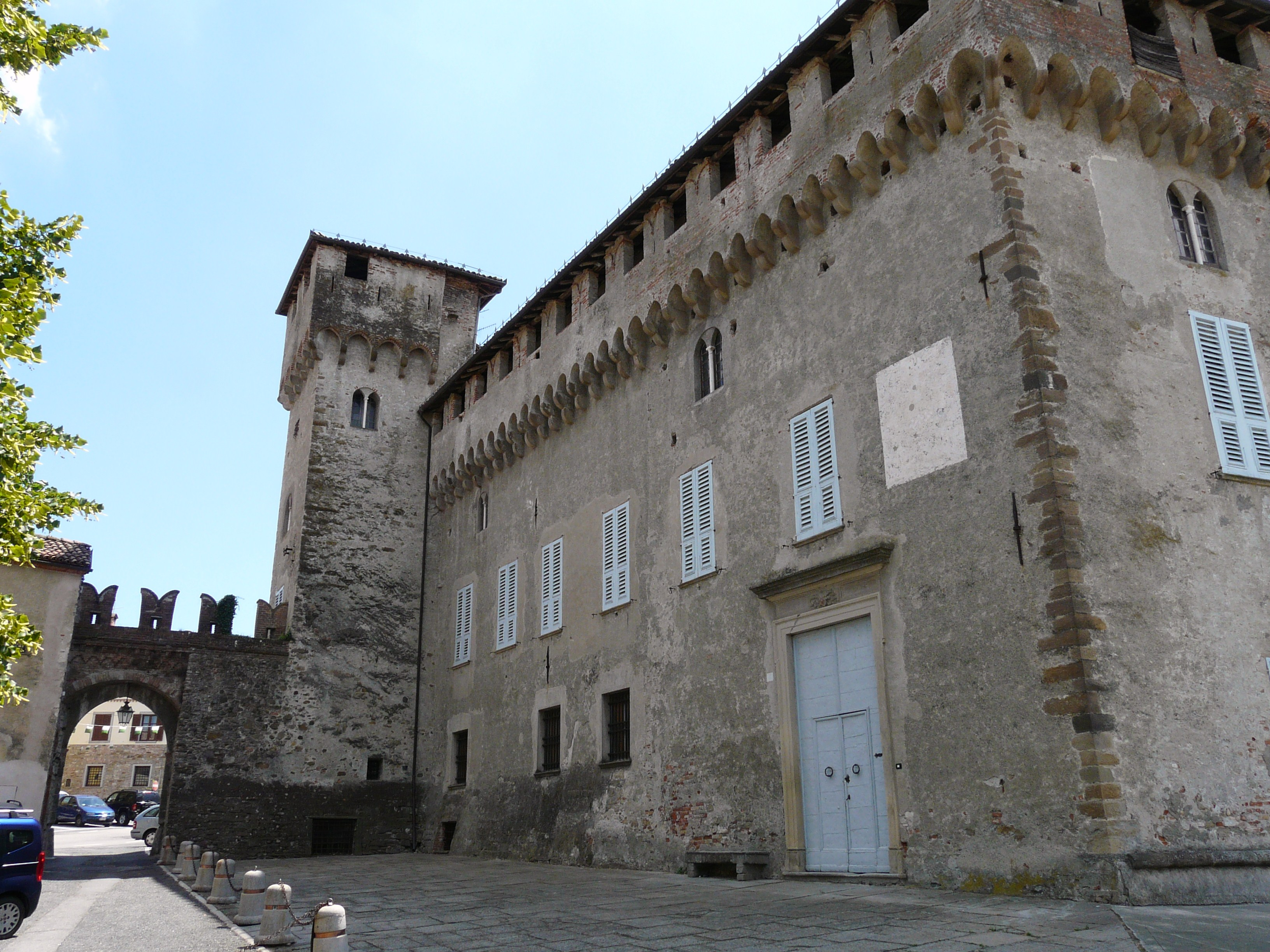
Castell Spinola
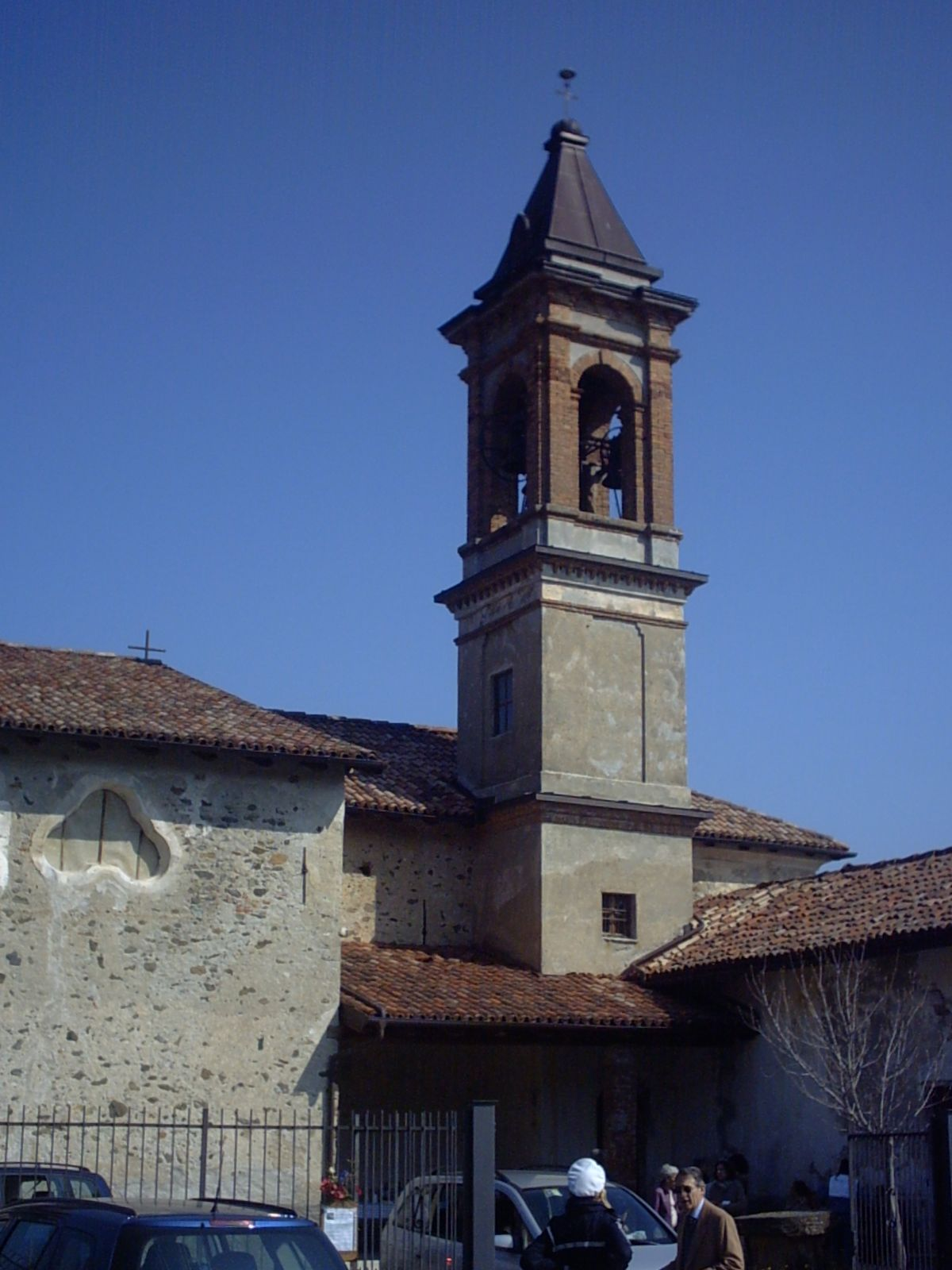
Santuari de Nostra Senyora de la Roca